# Världsmästerskapet i volleyboll för herrar 2014
Världsmästerskapet 2014 i volleyboll för herrar hölls 30 augusti till 21 september 2014 i Wrocław, Bydgoszcz, Kraków, Gdańsk, Katowice, Łódź och Warszawa, Polen. I mästerskapet deltog 24 landslag och hemmanationen Polen vann för andra gången genom att besegra Brasilien i finalen. Mariusz Wlazły utsågs till mest värdefulla spelare. Invigningsmatchen mellan Polen och Serbien spelades på fotbollsstadion Nationalstadion. Den sågs av över 62 000 åskådare, vid tidpunkten världsrekord för en tävlingsmatch i volleyboll.

## Val av värd
Tre länder kandiderat till att vara värdar för mästerskapet: Japan, Polen och Portugal. Vid FIVB:s möte 8 september 2008 valdes Polen till värd.

## Kvalificering
I turneringen deltog de bägge värdländerna, världsmästarna från VM 2014. tre lag från Afrika (alla kvalificerade genom afrikanska kvalet), fem lag från Nordamerika (alla kvalificerade genom nordamerikanska kvalet), tre lag från Sydamerika (två kvalificerat genom sydamerikanska mästerskapet och ett genom sydamerikanska kvalet), fyra asiatiska/oceanska lag (alla kvalificerade genom  asiatiska kvalet), och åtta lag från Europa (två lag kvalificerade genom europamästerskapet och sex lag kvalificerade genom europeiska kvalet).

## Arenor
|                                                               |                                                               |                                                          |
|                                                               |                                                               |                                                          |
| Hala Stulecia Stad: Wrocław Kapacitet: 10 000 Öppnad: 1913    | Hala Łuczniczka Stad: Bydgoszcz Kapacitet: 8 764 Öppnad: 2002 | Kraków Arena Stad: Kraków Kapacitet: 15 328 Öppnad: 2014 |
|                                                               |                                                               |                                                          |
| Ergo Arena Stad: Gdańsk Kapacitet: 11 409 Öppnad: 2010        | Spodek Stad: Katowice Kapacitet: 11 500 Öppnad: 1971          | Atlas Arena Stad: Łódź Kapacitet: 12 109 Öppnad: 2009    |
|                                                               |                                                               |                                                          |
| Nationalstadion Stad: Warszawa Kapacitet: 62 100 Öppnad: 2012 |                                                               |                                                          |

## Regelverk

### Format
- Den första gruppspelsomgången bestod av fyra grupper om sex lag i varje. Alla lag mötte alla. De fyra bästa i varje grupp gick vidare till nästa omgång.
- Den andra gruppspelsomgången bestod av två grupper om åtta lag i varje. Varje grupp bestod av de lag som gått vidare från två av grupperna i den första omgången. Alla lag som inte mött varandra tidigare mötte varandra. De inbördes resultaten från första gruppspelsomgången räknades med. De tre bästa lagen i varje grupp gick vidare.
- Den tredje gruppspelsomgången bestod av två grupper om tre lag i varje. Alla lag mötte alla. De två bästa i varje grupp gick vidare till finalspel. Treorna i varje grupp spelade match om femteplats.
- Finalspelet bestod av semifinal, match om tredjepris och final som alla avgjordes i ett direkt avgörande möte.

### Metod för att bestämma tabellplacering
Om slutresultatet blev 3-0 eller 3-1 tilldelades 3 poäng till det vinnande laget och 0 till det förlorande laget, om slutresultatet blev 3-2 tilldelades 2 poäng till det vinnande laget och 1 till det förlorande laget.
Lagens position i respektive grupp bestämdes utifrån (i tur och ordning):
- Poäng;
- Kvot vunna/förlorade set
- Kvot vunna/förlorade bollpoäng

## Deltagande lag
| Lag         | Kvalificera som                             | Deltog senast  |
| ----------- | ------------------------------------------- | -------------- |
| Argentina   | 2:a sydamerikanska mästerskapet 2013        | Italien 2010   |
| Australien  | 1:a asiatiska och oceanska kvalet (grupp A) | Italien 2010   |
| Belgien     | 1:a europeiska kvalet (grupp L)             | Italien 1978   |
| Brasilien   | 1:a sydamerikanska mästerskapet 2013        | Italien 2010   |
| Bulgarien   | 1:a europeiska kvalet (grupp I)             | Italien 2010   |
| Kamerun     | 1:a afrikanska kvalet (grupp T)             | Italien 2010   |
| Kanada      | 1:a nordamerikanska kvalet (grupp Q)        | Italien 2010   |
| Kina        | 1:a asiatiska och oceanska kvalet (grupp C) | Italien 2010   |
| Sydkorea    | 1:a asiatiska och oceanska kvalet (grupp D) | Japan 2006     |
| Kuba        | 1:a nordamerikanska kvalet (grupp P)        | Italien 2010   |
| Egypten     | 1:a afrikanska kvalet (grupp U)             | Italien 2010   |
| Finland     | 1:a europeiska kvalet (grupp M)             | Argentina 1982 |
| Frankrike   | Migliore 2:a europeiska kvalet              | Italien 2010   |
| Tyskland    | 1:a europeiska kvalet (grupp K)             | Italien 2010   |
| Iran        | 1:a asiatiska och oceanska kvalet (grupp B) | Italien 2010   |
| Italien     | 2:a EM 2013                                 | Italien 2010   |
| Mexiko      | 1:a nordamerikanska kvalet (grupp R)        | Italien 2010   |
| Polen       | Värdland                                    | Italien 2010   |
| Puerto Rico | 1:a play-off nordamerikanska kvalet         | Italien 2010   |
| Ryssland    | 1:a EM 2013                                 | Italien 2010   |
| Serbien     | 1:a europeiska kvalet (grupp J)             | Italien 2010   |
| USA         | 1:a nordamerikanska kvalet (grupp O)        | Italien 2010   |
| Tunisien    | 1:a afrikanska kvalet (grupp V)             | Italien 2010   |
| Venezuela   | 1:a sydamerikanska kvalet                   | Italien 2010   |

## Turneringen

### Första rundan
| Grupp A    | Grupp B   | Grupp C   | Grupp D     |
| ---------- | --------- | --------- | ----------- |
| Argentina  | Brasilien | Bulgarien | Belgien     |
| Australien | Sydkorea  | Kanada    | Frankrike   |
| Kamerun    | Kuba      | Kina      | Iran        |
| Polen      | Finland   | Egypten   | Italien     |
| Serbien    | Tyskland  | Mexiko    | Puerto Rico |
| Venezuela  | Tunisien  | Ryssland  | USA         |

#### Grupp A

##### Resultat
| 30 augusti 2014 Nationalstadion, Warszawa Speltid: 1:23 - Åskådare: 61 500 | Polen      | 3 - 0 | Serbien    | 25-19, 25-19, 25-18              |
| 31 augusti 2014 Hala Stulecia, Wrocław Speltid: 1:19 - Åskådare: 2 351     | Venezuela  | 0 - 3 | Argentina  | 23-25, 17-25, 19-25              |
| 31 augusti 2014 Hala Stulecia, Wrocław Speltid: 1:15 - Åskådare: 2 201     | Kamerun    | 0 - 3 | Australien | 22-25, 15-25, 18-25              |
| 2 september 2014 Hala Stulecia, Wrocław Speltid: 1:49 - Åskådare: 3 786    | Argentina  | 1 - 3 | Serbien    | 17-25, 25-20, 21-25, 21-25       |
| 2 september 2014 Hala Stulecia, Wrocław Speltid: 2:05 - Åskådare: 2 264    | Venezuela  | 3 - 1 | Kamerun    | 25-22, 25-21, 31-33, 25-14       |
| 2 september 2014 Hala Stulecia, Wrocław Speltid: 1:17 - Åskådare: 5 263    | Australien | 0 - 3 | Polen      | 17-25, 19-25, 22-25              |
| 4 september 2014 Hala Stulecia, Wrocław Speltid: 1:19 - Åskådare: 2 154    | Kamerun    | 0 - 3 | Argentina  | 17-25, 18-25, 23-25              |
| 4 september 2014 Hala Stulecia, Wrocław Speltid: 1:44 - Åskådare: 2 843    | Serbien    | 3 - 1 | Australien | 25-23, 25-22, 22-25, 25-17       |
| 4 september 2014 Hala Stulecia, Wrocław Speltid: 1:13 - Åskådare: 6 819    | Polen      | 3 - 0 | Venezuela  | 25-20, 25-13, 25-14              |
| 6 september 2014 Hala Stulecia, Wrocław Speltid: 1:12 - Åskådare: 4 869    | Argentina  | 3 - 0 | Australien | 25-18, 25-19, 25-18              |
| 6 september 2014 Hala Stulecia, Wrocław Speltid: 1:12 - Åskådare: 3 511    | Venezuela  | 0 - 3 | Serbien    | 20-25, 17-25, 22-25              |
| 6 september 2014 Hala Stulecia, Wrocław Speltid: 1:58 - Åskådare: 6 951    | Kamerun    | 1 - 3 | Polen      | 27-25, 23-25, 16-25, 22-25       |
| 7 september 2014 Hala Stulecia, Wrocław Speltid: 1:57 - Åskådare: 2 555    | Australien | 3 - 2 | Venezuela  | 25-20, 23-25, 21-25, 25-16, 15-9 |
| 7 september 2014 Hala Stulecia, Wrocław Speltid: 1:24 - Åskådare: 6 951    | Polen      | 3 - 0 | Argentina  | 25-20, 25-20, 25-23              |
| 7 september 2014 Hala Stulecia, Wrocław Speltid: 1:52 - Åskådare: 3 149    | Serbien    | 3 - 1 | Kamerun    | 25-21, 24-26, 29-27, 25-17       |

##### Sluttabell
| Pos. | Lag        | Pt | M | V | F | SV | SF | Kvot   | PV  | PF  | Kvot  |
| ---- | ---------- | -- | - | - | - | -- | -- | ------ | --- | --- | ----- |
| 1    | Polen      | 15 | 5 | 5 | 0 | 15 | 1  | 15.000 | 400 | 311 | 1.286 |
| 2    | Serbien    | 12 | 5 | 4 | 1 | 12 | 6  | 2.000  | 425 | 396 | 1.073 |
| 3    | Argentina  | 9  | 5 | 3 | 2 | 10 | 6  | 1.666  | 372 | 342 | 1.087 |
| 4    | Australien | 5  | 5 | 2 | 3 | 7  | 11 | 0.636  | 384 | 397 | 0.967 |
| 5    | Venezuela  | 4  | 5 | 1 | 4 | 5  | 13 | 0.384  | 366 | 424 | 0.863 |
| 6    | Kamerun    | 0  | 5 | 0 | 5 | 3  | 15 | 0.200  | 382 | 459 | 0.832 |

#### Grupp B

##### Resultat
| 1 september 2014 Spodek, Katowice Speltid: 1:19 - Åskådare: 6 300 | Brasilien | 3 - 0 | Tyskland  | 25-21, 25-19, 25-17               |
| 1 september 2014 Spodek, Katowice Speltid: 2:04 - Åskådare: 2 000 | Finland   | 3 - 2 | Kuba      | 18-25, 21-25, 27-25, 25-23, 15-12 |
| 1 september 2014 Spodek, Katowice Speltid: 1:56 - Åskådare: 1 750 | Sydkorea  | 3 - 1 | Tunisien  | 24-26, 26-24, 25-21, 25-18        |
| 3 september 2014 Spodek, Katowice Speltid: 1:16 - Åskådare: 2 000 | Kuba      | 0 - 3 | Tyskland  | 16-25, 21-25, 19-25               |
| 3 september 2014 Spodek, Katowice Speltid: 1:21 - Åskådare: 3 000 | Finland   | 3 - 0 | Sydkorea  | 25-22, 26-24, 25-15               |
| 3 september 2014 Spodek, Katowice Speltid: 1:09 - Åskådare: 2 000 | Tunisien  | 0 - 3 | Brasilien | 18-25, 10-25, 17-25               |
| 5 september 2014 Spodek, Katowice Speltid: 1:47 - Åskådare: 1 000 | Sydkorea  | 1 - 3 | Kuba      | 21-25, 25-23, 14-25, 22-25        |
| 5 september 2014 Spodek, Katowice Speltid: 1:31 - Åskådare: 3 300 | Tyskland  | 3 - 1 | Tunisien  | 25-13, 25-19, 21-25, 25-12        |
| 5 september 2014 Spodek, Katowice Speltid: 1:31 - Åskådare: 7 100 | Brasilien | 3 - 0 | Finland   | 27-25, 25-21, 26-24               |
| 6 september 2014 Spodek, Katowice Speltid: 1:59 - Åskådare: 1 020 | Kuba      | 3 - 2 | Tunisien  | 16-25, 25-20, 25-23, 20-25, 15-13 |
| 6 september 2014 Spodek, Katowice Speltid: 1:53 - Åskådare: 6 500 | Finland   | 1 - 3 | Tyskland  | 20-25, 25-19, 24-26, 19-25        |
| 6 september 2014 Spodek, Katowice Speltid: 2:05 - Åskådare: 3 300 | Sydkorea  | 2 - 3 | Brasilien | 25-21, 13-25, 21-25, 25-17, 13-15 |
| 7 september 2014 Spodek, Katowice Speltid: 1:09 - Åskådare: 3 300 | Tunisien  | 0 - 3 | Finland   | 18-25, 14-25, 20-25               |
| 7 september 2014 Spodek, Katowice Speltid: 1:12 - Åskådare: 6 000 | Tyskland  | 3 - 0 | Sydkorea  | 25-13, 25-16, 25-21               |
| 7 september 2014 Spodek, Katowice Speltid: 1:46 - Åskådare: 9 000 | Brasilien | 3 - 1 | Kuba      | 22-25, 25-23, 25-18, 25-17        |

##### Sluttabell
| Pos. | Lag       | Pt | M | V | F | SV | SF | Kvot  | PV  | PF  | Kvot  |
| ---- | --------- | -- | - | - | - | -- | -- | ----- | --- | --- | ----- |
| 1    | Brasilien | 14 | 5 | 5 | 0 | 15 | 3  | 5.000 | 428 | 352 | 1.215 |
| 2    | Tyskland  | 12 | 5 | 4 | 1 | 12 | 5  | 2.400 | 398 | 338 | 1.177 |
| 3    | Finland   | 8  | 5 | 3 | 2 | 10 | 8  | 1.250 | 415 | 396 | 1.047 |
| 4    | Kuba      | 6  | 5 | 2 | 3 | 9  | 12 | 0.750 | 448 | 466 | 0.961 |
| 5    | Sydkorea  | 4  | 5 | 1 | 4 | 6  | 13 | 0.461 | 390 | 441 | 0.884 |
| 6    | Tunisien  | 1  | 5 | 0 | 5 | 4  | 15 | 0.266 | 361 | 447 | 0.807 |

#### Grupp C

##### Resultat
| 1 september 2014 Ergo Arena, Gdańsk Speltid: 1:10 - Åskådare: 4 500  | Ryssland  | 3 - 0 | Kanada    | 25-21, 25-19, 25-21               |
| 1 september 2014 Ergo Arena, Gdańsk Speltid: 1:15 - Åskådare: 3 000  | Mexiko    | 0 - 3 | Bulgarien | 16-25, 17-25, 21-25               |
| 1 september 2014 Ergo Arena, Gdańsk Speltid: 1:50 - Åskådare: 3 000  | Kina      | 3 - 1 | Egypten   | 25-20, 25-20, 23-25, 33-31        |
| 3 september 2014 Ergo Arena, Gdańsk Speltid: 2:14 - Åskådare: 3 500  | Bulgarien | 2 - 3 | Kanada    | 25-17, 17-25, 25-20, 24-26, 8-15  |
| 3 september 2014 Ergo Arena, Gdańsk Speltid: 1:42 - Åskådare: 2 200  | Mexiko    | 1 - 3 | Kina      | 25-20, 19-25, 20-25, 20-25        |
| 3 september 2014 Ergo Arena, Gdańsk Speltid: 1:08 - Åskådare: 4 500  | Egypten   | 0 - 3 | Ryssland  | 22-25, 15-25, 15-25               |
| 5 september 2014 Ergo Arena, Gdańsk Speltid: 1:28 - Åskådare: 2 100  | Kina      | 0 - 3 | Bulgarien | 23-25, 23-25, 19-25               |
| 5 september 2014 Ergo Arena, Gdańsk Speltid: 1:07 - Åskådare: 2 500  | Kanada    | 3 - 0 | Egypten   | 25-14, 25-19, 25-22               |
| 5 september 2014 Ergo Arena, Gdańsk Speltid: 1:39 - Åskådare: 5 500  | Ryssland  | 3 - 1 | Mexiko    | 21-25, 25-20, 25-14, 25-17        |
| 6 september 2014 Ergo Arena, Gdańsk Speltid: 2:16 - Åskådare: 3 000  | Bulgarien | 3 - 2 | Egypten   | 25-22, 26-24, 23-25, 20-25, 15-11 |
| 6 september 2014 Ergo Arena, Gdańsk Speltid: 1:10 - Åskådare: 6 500  | Mexiko    | 0 - 3 | Kanada    | 17-25, 18-25, 19-25               |
| 6 september 2014 Ergo Arena, Gdańsk Speltid: 1:18 - Åskådare: 8 400  | Kina      | 0 - 3 | Ryssland  | 22-25, 11-25, 21-25               |
| 7 september 2014 Ergo Arena, Gdańsk Speltid: 2:04 - Åskådare: 2 200  | Egypten   | 2 - 3 | Mexiko    | 25-16, 20-25, 21-25, 25-21, 10-15 |
| 7 september 2014 Ergo Arena, Gdańsk Speltid: 1:26 - Åskådare: 6 900  | Kanada    | 3 - 0 | Kina      | 26-24, 27-25, 25-17               |
| 7 september 2014 Ergo Arena, Gdańsk Speltid: 2:10 - Åskådare: 10 700 | Ryssland  | 3 - 2 | Bulgarien | 20-25, 23-25, 25-20, 25-23, 15-11 |

##### Sluttabell
| Pos. | Lag       | Pt | M | V | F | SV | SF | Kvot  | PV  | PF  | Kvot  |
| ---- | --------- | -- | - | - | - | -- | -- | ----- | --- | --- | ----- |
| 1    | Ryssland  | 14 | 5 | 5 | 0 | 15 | 3  | 5.000 | 429 | 347 | 1.236 |
| 2    | Kanada    | 11 | 5 | 4 | 1 | 12 | 5  | 2.400 | 392 | 349 | 1.123 |
| 3    | Bulgarien | 10 | 5 | 3 | 2 | 13 | 8  | 1.625 | 462 | 437 | 1.057 |
| 4    | Kina      | 6  | 5 | 2 | 3 | 6  | 11 | 0.545 | 386 | 408 | 0.946 |
| 5    | Mexiko    | 2  | 5 | 1 | 4 | 5  | 14 | 0.357 | 370 | 442 | 0.837 |
| 6    | Egypten   | 2  | 5 | 0 | 5 | 5  | 15 | 0.333 | 411 | 467 | 0.880 |

#### Grupp D

##### Resultat
| 31 augusti 2014 Kraków Arena, Kraków Speltid: 2:04 - Åskådare: 6 900   | Italien     | 1 - 3 | Iran        | 16-25, 25-23, 21-25, 22-25        |
| 31 augusti 2014 Kraków Arena, Kraków Speltid: 2:15 - Åskådare: 4 100   | Belgien     | 2 - 3 | USA         | 21-25, 25-17, 16-25, 25-21, 11-15 |
| 31 augusti 2014 Kraków Arena, Kraków Speltid: 1:27 - Åskådare: 3 900   | Puerto Rico | 0 - 3 | Frankrike   | 23-25, 22-25, 24-26               |
| 2 september 2014 Kraków Arena, Kraków Speltid: 2:29 - Åskådare: 3 150  | USA         | 2 - 3 | Iran        | 23-25, 19-25, 25-19, 25-18, 15-17 |
| 2 september 2014 Kraków Arena, Kraków Speltid: 1:24 - Åskådare: 5 700  | Belgien     | 3 - 0 | Puerto Rico | 25-19, 25-17, 25-20               |
| 2 september 2014 Kraków Arena, Kraków Speltid: 2:05 - Åskådare: 11 150 | Frankrike   | 2 - 3 | Italien     | 25-20, 25-20, 23-25, 13-25, 12-15 |
| 4 september 2014 Kraków Arena, Kraków Speltid: 1:21 - Åskådare: 2 900  | Puerto Rico | 0 - 3 | USA         | 15-25, 8-25, 20-25                |
| 4 september 2014 Kraków Arena, Kraków Speltid: 1:57 - Åskådare: 6 500  | Iran        | 1 - 3 | Frankrike   | 18-25, 25-14, 19-25, 27-29        |
| 4 september 2014 Kraków Arena, Kraków Speltid: 1:59 - Åskådare: 7 900  | Italien     | 3 - 1 | Belgien     | 26-28, 25-15, 25-16, 28-26        |
| 6 september 2014 Kraków Arena, Kraków Speltid: 1:44 - Åskådare: 14 100 | USA         | 1 - 3 | Frankrike   | 25-19, 17-25, 15-25, 21-25        |
| 6 september 2014 Kraków Arena, Kraków Speltid: 1:54 - Åskådare: 7 400  | Belgien     | 1 - 3 | Iran        | 23-25, 15-25, 25-21, 20-25        |
| 6 september 2014 Kraków Arena, Kraków Speltid: 1:55 - Åskådare: 7 150  | Puerto Rico | 3 - 1 | Italien     | 19-25, 25-19, 25-23, 25-22        |
| 7 september 2014 Kraków Arena, Kraków Speltid: 2:00 - Åskådare: 10 500 | Frankrike   | 3 - 2 | Belgien     | 25-14, 21-25, 25-20, 22-25, 15-12 |
| 7 september 2014 Kraków Arena, Kraków Speltid: 1:24 - Åskådare: 8 800  | Iran        | 3 - 0 | Puerto Rico | 25-17, 25-22, 25-14               |
| 7 september 2014 Kraków Arena, Kraków Speltid: 2:02 - Åskådare: 14 100 | Italien     | 1 - 3 | USA         | 18-25, 20-25, 25-23, 17-25        |

##### Sluttabell
| Pos. | Lag         | Pt | M | V | F | SV | SF | Kvot  | PV  | PF  | Kvot  |
| ---- | ----------- | -- | - | - | - | -- | -- | ----- | --- | --- | ----- |
| 1    | Frankrike   | 12 | 5 | 4 | 1 | 14 | 7  | 2.000 | 469 | 437 | 1.073 |
| 2    | Iran        | 11 | 5 | 4 | 1 | 13 | 7  | 1.857 | 462 | 420 | 1.100 |
| 3    | USA         | 9  | 5 | 3 | 2 | 12 | 9  | 1.333 | 461 | 419 | 1.100 |
| 4    | Italien     | 5  | 5 | 2 | 3 | 9  | 12 | 0.750 | 462 | 473 | 0.976 |
| 5    | Belgien     | 5  | 5 | 1 | 4 | 9  | 12 | 0.750 | 437 | 467 | 0.935 |
| 6    | Puerto Rico | 3  | 5 | 1 | 4 | 3  | 13 | 0.230 | 315 | 390 | 0.807 |

### Andra rundan
| Grupp E    | Grupp F   |
| ---------- | --------- |
| Argentina  | Bulgarien |
| Australien | Brasilien |
| Frankrike  | Kanada    |
| Iran       | Kina      |
| Italien    | Kuba      |
| Polen      | Finland   |
| Serbien    | Tyskland  |
| USA        | Ryssland  |

#### Grupp E

##### Resultat
| 10 september 2014 Hala Łuczniczka, Bydgoszcz Speltid: 1:52 - Åskådare: 3 350 | Argentina  | 1 - 3 | Frankrike | 25-21, 17-25, 27-29, 18-25        |
| 10 september 2014 Atlas Arena, Łódź Speltid: 1:24 - Åskådare: 4 500          | Serbien    | 3 - 0 | Italien   | 25-19, 29-27, 25-22               |
| 10 september 2014 Atlas Arena, Łódź Speltid: 2:10 - Åskådare: 10 600         | Polen      | 1 - 3 | USA       | 27-29, 22-25, 27-25, 23-25        |
| 10 september 2014 Hala Łuczniczka, Bydgoszcz Speltid: 1:49 - Åskådare: 2 350 | Australien | 1 - 3 | Iran      | 23-25, 21-25, 25-21, 17-25        |
| 11 september 2014 Hala Łuczniczka, Bydgoszcz Speltid: 1:19 - Åskådare: 2 650 | Argentina  | 0 - 3 | Iran      | 15-25, 23-25, 16-25               |
| 11 september 2014 Atlas Arena, Łódź Speltid: 1:56 - Åskådare: 3 400          | Serbien    | 1 - 3 | USA       | 25-23, 29-31, 17-25, 21-25        |
| 11 september 2014 Atlas Arena, Łódź Speltid: 1:52 - Åskådare: 11 800         | Polen      | 3 - 1 | Italien   | 19-25, 25-18, 25-20, 26-24        |
| 11 september 2014 Hala Łuczniczka, Bydgoszcz Speltid: 1:42 - Åskådare: 2 500 | Australien | 1 - 3 | Frankrike | 22-25, 18-25, 32-30, 17-25        |
| 13 september 2014 Hala Łuczniczka, Bydgoszcz Speltid: 2:00 - Åskådare: 5 350 | Argentina  | 3 - 1 | Italien   | 17-25, 25-21, 30-28, 25-21        |
| 13 september 2014 Atlas Arena, Łódź Speltid: 1:43 - Åskådare: 9 400          | Serbien    | 1 - 3 | Frankrike | 27-25, 23-25, 23-25, 20-25        |
| 13 september 2014 Atlas Arena, Łódź Speltid: 2:27 - Åskådare: 12 050         | Polen      | 3 - 2 | Iran      | 25-17, 25-16, 24-26, 19-25, 16-14 |
| 13 september 2014 Hala Łuczniczka, Bydgoszcz Speltid: 1:22 - Åskådare: 3 900 | Australien | 0 - 3 | USA       | 15-25, 19-25, 20-25               |
| 14 september 2014 Hala Łuczniczka, Bydgoszcz Speltid: 2:26 - Åskådare: 5 100 | Argentina  | 3 - 2 | USA       | 19-25, 28-26, 25-20, 23-25, 15-11 |
| 14 september 2014 Atlas Arena, Łódź Speltid: 1:49 - Åskådare: 9 600          | Serbien    | 1 - 3 | Iran      | 25-27, 25-22, 22-25, 18-25        |
| 14 september 2014 Atlas Arena, Łódź Speltid: 2:08 - Åskådare: 12 100         | Polen      | 3 - 2 | Frankrike | 25-18, 21-25, 25-23, 22-25, 15-12 |
| 14 september 2014 Hala Łuczniczka, Bydgoszcz Speltid: 1:42 - Åskådare: 2 080 | Australien | 1 - 3 | Italien   | 23-25, 14-25, 25-21, 18-25        |

##### Sluttabell
| Pos. | Lag        | Pt | M | V | F | SV | SF | Kvot  | PV  | PF  | Kvot  |
| ---- | ---------- | -- | - | - | - | -- | -- | ----- | --- | --- | ----- |
| 1    | Frankrike  | 17 | 7 | 5 | 2 | 19 | 11 | 1.727 | 693 | 649 | 1.067 |
| 2    | Polen      | 16 | 7 | 6 | 1 | 19 | 8  | 2.375 | 636 | 568 | 1.119 |
| 3    | Iran       | 15 | 7 | 5 | 2 | 18 | 11 | 1.636 | 659 | 623 | 1.057 |
| 4    | USA        | 14 | 7 | 4 | 3 | 17 | 12 | 1.416 | 673 | 633 | 1.063 |
| 5    | Serbien    | 9  | 7 | 3 | 4 | 12 | 14 | 0.857 | 601 | 617 | 0.974 |
| 6    | Argentina  | 8  | 7 | 3 | 4 | 11 | 15 | 0.733 | 570 | 602 | 0.946 |
| 7    | Italien    | 5  | 7 | 2 | 5 | 10 | 18 | 0.555 | 615 | 645 | 0.953 |
| 8    | Australien | 0  | 7 | 0 | 7 | 4  | 21 | 0.190 | 509 | 619 | 0.822 |

#### Grupp F

##### Resultat
| 10 september 2014 Spodek, Katowice Speltid: 1:19 - Åskådare: 3 000       | Brasilien | 3 - 0 | Bulgarien | 25-15, 25-21, 25-21               |
| 10 september 2014 Hala Stulecia, Wrocław Speltid: 1:20 - Åskådare: 3 981 | Finland   | 0 - 3 | Ryssland  | 10-25, 18-25, 16-25               |
| 10 september 2014 Spodek, Katowice Speltid: 1:14 - Åskådare: 1 000       | Tyskland  | 3 - 0 | Kina      | 25-19, 25-22, 25-17               |
| 10 september 2014 Hala Stulecia, Wrocław Speltid: 2:06 - Åskådare: 2 259 | Kuba      | 2 - 3 | Kanada    | 27-25, 18-25, 25-23, 11-25, 13-15 |
| 11 september 2014 Spodek, Katowice Speltid: 1:14 - Åskådare: 1 545       | Brasilien | 3 - 0 | Kina      | 25-14, 25-23, 25-18               |
| 11 september 2014 Hala Stulecia, Wrocław Speltid: 1:32 - Åskådare: 3 069 | Finland   | 0 - 3 | Kanada    | 25-27, 25-27, 19-25               |
| 11 september 2014 Spodek, Katowice Speltid: 1:42 - Åskådare: 1 950       | Tyskland  | 3 - 1 | Bulgarien | 25-16, 25-15, 23-25, 25-17        |
| 11 september 2014 Hala Stulecia, Wrocław Speltid: 1:47 - Åskådare: 3 577 | Kuba      | 1 - 3 | Ryssland  | 18-25, 25-23, 15-25, 19-25        |
| 13 september 2014 Spodek, Katowice Speltid: 1:31 - Åskådare: 4 800       | Brasilien | 3 - 0 | Kanada    | 25-19, 25-23, 29-27               |
| 13 september 2014 Hala Stulecia, Wrocław Speltid: 2:09 - Åskådare: 2 784 | Finland   | 2 - 3 | Kina      | 25-22, 22-25, 23-25, 25-20, 14-16 |
| 13 september 2014 Spodek, Katowice Speltid: 1:28 - Åskådare: 3 800       | Tyskland  | 0 - 3 | Ryssland  | 17-25, 18-25, 24-26               |
| 13 september 2014 Hala Stulecia, Wrocław Speltid: 1:31 - Åskådare: 2 640 | Kuba      | 3 - 0 | Bulgarien | 25-23, 25-18, 30-28               |
| 14 september 2014 Spodek, Katowice Speltid: 1:50 - Åskådare: 10 370      | Brasilien | 3 - 1 | Ryssland  | 25-21, 24-26, 25-19, 25-19        |
| 14 september 2014 Hala Stulecia, Wrocław Speltid: 1:17 - Åskådare: 4 154 | Finland   | 3 - 0 | Bulgarien | 25-18, 25-21, 25-18               |
| 14 september 2014 Spodek, Katowice Speltid: 1:34 - Åskådare: 2 470       | Tyskland  | 3 - 0 | Kanada    | 28-26, 25-22, 25-23               |
| 14 september 2014 Hala Stulecia, Wrocław Speltid: 1:54 - Åskådare: 1 520 | Kuba      | 2 - 3 | Kina      | 25-19, 20-25, 25-18, 20-25, 11-15 |

##### Sluttabell
| Pos. | Lag       | Pt | M | V | F | SV | SF | Kvot   | PV  | PF  | Kvot  |
| ---- | --------- | -- | - | - | - | -- | -- | ------ | --- | --- | ----- |
| 1    | Brasilien | 21 | 7 | 7 | 0 | 21 | 2  | 10.500 | 578 | 476 | 1.214 |
| 2    | Ryssland  | 17 | 7 | 6 | 1 | 19 | 6  | 3.166  | 592 | 498 | 1.188 |
| 3    | Tyskland  | 15 | 7 | 5 | 2 | 15 | 8  | 1.875  | 537 | 497 | 1.080 |
| 4    | Kanada    | 10 | 7 | 4 | 3 | 12 | 3  | 0.923  | 574 | 560 | 1.025 |
| 5    | Finland   | 6  | 7 | 2 | 5 | 9  | 17 | 0.529  | 561 | 602 | 0.931 |
| 6    | Kuba      | 6  | 7 | 1 | 6 | 11 | 18 | 0.611  | 601 | 660 | 0.910 |
| 7    | Bulgarien | 5  | 7 | 1 | 6 | 8  | 18 | 0.444  | 534 | 604 | 0.884 |
| 8    | Kina      | 4  | 7 | 2 | 5 | 6  | 19 | 0.315  | 508 | 588 | 0.863 |

### Tredje rundan
| Grupp G   | Grupp H   |
| --------- | --------- |
| Frankrike | Brasilien |
| Tyskland  | Polen     |
| Iran      | Ryssland  |

#### Grupp G

##### Resultat
| 16 september 2014 Spodek, Katowice Speltid: 1:19 - Åskådare: 1 630 | Frankrike | 3 - 0 | Tyskland | 25-15, 26-24, 25-22              |
| 17 september 2014 Spodek, Katowice Speltid: 1:18 - Åskådare: 1 845 | Tyskland  | 3 - 0 | Iran     | 25-15, 25-21, 25-19              |
| 18 september 2014 Spodek, Katowice Speltid: 2:04 - Åskådare: 1 727 | Frankrike | 3 - 2 | Iran     | 25-20, 25-23, 22-25, 19-25, 15-9 |

##### Sluttabell
| Pos. | Lag       | Pt | M | V | F | SV | SF | Kvot  | PV  | PF  | Kvot  |
| ---- | --------- | -- | - | - | - | -- | -- | ----- | --- | --- | ----- |
| 1    | Frankrike | 5  | 2 | 2 | 0 | 6  | 2  | 3.000 | 182 | 163 | 1.116 |
| 2    | Tyskland  | 3  | 2 | 1 | 1 | 3  | 3  | 1.000 | 136 | 131 | 1.038 |
| 3    | Iran      | 1  | 2 | 0 | 2 | 2  | 6  | 0.333 | 157 | 181 | 0.867 |

#### Grupp H

##### Resultat
| 16 september 2014 Atlas Arena, Łódź Speltid: 2:16 - Åskådare: 12 100 | Polen     | 3 - 2 | Brasilien | 25-22, 22-25, 14-25, 25-18, 17-15 |
| 17 september 2014 Atlas Arena, Łódź Speltid: 1:19 - Åskådare: 2 600  | Brasilien | 3 - 0 | Ryssland  | 25-22, 25-20, 25-21               |
| 18 september 2014 Atlas Arena, Łódź Speltid: 2:16 - Åskådare: 12 100 | Polen     | 3 - 2 | Ryssland  | 25-22, 25-22, 21-25, 22-25, 15-11 |

##### Sluttabell
| Pos. | Lag       | Pt | M | V | F | SV | SF | Kvot  | PV  | PF  | Kvot  |
| ---- | --------- | -- | - | - | - | -- | -- | ----- | --- | --- | ----- |
| 1    | Polen     | 4  | 2 | 2 | 0 | 6  | 4  | 1.500 | 211 | 210 | 1.004 |
| 2    | Brasilien | 4  | 2 | 1 | 1 | 5  | 3  | 1.666 | 180 | 166 | 1.084 |
| 3    | Ryssland  | 1  | 2 | 0 | 2 | 2  | 6  | 0.333 | 168 | 183 | 0.918 |

### Slutspelsrundan

#### Spelschema
|  | Semifinaler | Semifinaler |       |           | Final               | Final               |  |
|  |             |             |       |           |                     |                     |  |
|  | Frankrike   | 2           |       |           |                     |                     |  |
|  | Frankrike   | 2           |       |           |                     |                     |  |
|  | Brasilien   | 3           |       |           |                     |                     |  |
|  | Brasilien   | 3           |       | Brasilien | 1                   |                     |  |
|  |             |             |       | Brasilien | 1                   |                     |  |
|  |             |             | Polen | 3         |                     |                     |  |
|  | Tyskland    | 1           | Polen | 3         |                     |                     |  |
|  | Tyskland    | 1           |       |           |                     |                     |  |
|  | Polen       | 3           |       |           | Match om tredjepris | Match om tredjepris |  |
|  | Polen       | 3           |       |           |                     |                     |  |
|  |             |             |       |           |                     |                     |  |
|  |             |             |       |           | Frankrike           | 0                   |  |
|  |             |             |       |           | Frankrike           | 0                   |  |
|  |             |             |       |           | Tyskland            | 3                   |  |

##### Semifinaler
| 20 september 2014 Spodek, Katowice Speltid: 2:05 - Åskådare: 9 121  | Frankrike | 2 - 3 | Brasilien | 18-25, 25-23, 23-25, 25-22, 12-15 |
| 20 september 2014 Spodek, Katowice Speltid: 2:04 - Åskådare: 12 000 | Tyskland  | 1 - 3 | Polen     | 24-26, 26-28, 25-23, 21-25        |

##### Match om tredjepris
| 21 september 2014 Spodek, Katowice Speltid: 1:25 - Åskådare: 7 500 | Frankrike | 0 - 3 | Tyskland | 21-25, 24-26, 23-25 |

##### Final
| 21 september 2014 Spodek, Katowice Speltid: 1:56 - Åskådare: 12 528 | Brasilien | 1 - 3 | Polen | 25-18, 22-25, 23-25, 22-25 |

#### Match om femteplats
| 20 september 2014 Atlas Arena, Łódź Speltid: 1:16 - Åskådare: 2 600 | Iran | 0 - 3 | Ryssland | 19-25, 21-25, 18-25 |

## Slutplaceringar
| Pos | Lag         | Turnering                   |
| --- | ----------- | --------------------------- |
|     | Polen       | FIVB World Cup 2015 VM 2018 |
|     | Brasilien   |                             |
|     | Tyskland    |                             |
| 4   | Frankrike   |                             |
| 5   | Ryssland    |                             |
| 6   | Iran        |                             |
| 7   | Kanada      |                             |
| 7   | USA         |                             |
| 9   | Finland     |                             |
| 9   | Serbien     |                             |
| 11  | Argentina   |                             |
| 11  | Kuba        |                             |
| 13  | Bulgarien   |                             |
| 13  | Italien     |                             |
| 15  | Australien  |                             |
| 15  | Kina        |                             |
| 17  | Belgien     |                             |
| 17  | Sydkorea    |                             |
| 17  | Mexiko      |                             |
| 17  | Venezuela   |                             |
| 21  | Kamerun     |                             |
| 21  | Egypten     |                             |
| 21  | Puerto Rico |                             |
| 21  | Tunisien    |                             |

## Individuella utmärkelser
| Utmärkelse              | Namn              | Lag       |
| ----------------------- | ----------------- | --------- |
| Mest värdefulla spelare | Mariusz Wlazły    | Polen     |
| Bästa passare           | Lukas Kampa       | Tyskland  |
| Bästa högerspiker       | Mariusz Wlazły    | Polen     |
| Bästa vänsterspiker     | Ricardo Lucarelli | Brasilien |
| Bästa vänsterspiker     | Murilo Endres     | Brasilien |
| Bästa center            | Marcus Böhme      | Tyskland  |
| Bästa center            | Karol Kłos        | Polen     |
| Bästa libero            | Jenia Grebennikov | Frankrike |